# Smrt Alekseja Navalnega
16. februarja 2024 ob 14.19 po moskovskem času je ruska zvezna služba za prestajanje zapornih kazni (FSIN) Jamalo-Nenškega avtonomnega okrožja sporočila, da je ruski opozicijski aktivist in politični zapornik Aleksej Navalni umrl med prestajanjem 19-letne zaporne kazni. Zaprt je bil v kazenski koloniji FKU IK-3 v vasi Harp v ruski Arktiki. Kira Jarmiš, tiskovna predstavnica Navalnega, je naslednji dan potrdila njegovo smrt in zahtevala, da se njegovo truplo čim prej vrne družini. Natančen vzrok smrti sprva uradno ni bil naveden, 6 dni kasneje pa kot »naravni vzroki«. Navalni je bil ob smrti star 47 let.
Smrt Navalnega je sprožila številne proteste in zborovanja v različnih državah, vključno z Rusijo, kjer je bilo priprtih na stotine žalujočih. Ruski opozicijski aktivisti in zahodni uradniki menijo, da so ruske oblasti odgovorne za njegovo smrt. Nekateri so odgovornost za smrt pripisali ruskemu predsedniku Vladimirju Putinu.

## Ozadje

### Poskus atentata
Aleksej Navalni je veljal za enega najvidnejših kritikov ruskega predsednika Vladimirja Putina. Leta 2017 je po napadu z močnim razkužilom/barvilom utrpel poškodbe oči. Leta 2020 pa je bil zastrupljen z živčnim strupom novičok in je bil evakuiran v Nemčijo na daljše zdravljenje.
Leta 2021 se je vrnil v Rusijo. Pred povratkom je sodeloval pri snemanju dokumentarnega filma Navalni, ki je prejel Oskarja. V zadnjem delu dokumentarca je Ruse pozval, naj ne obupajo, če ga ubijejo ter dodal, da »to pomeni, da smo nenavadno močni, če so se me odločili ubiti.«

### Zapor
Januarja 2021 je ameriški predsednik Joe Biden posvaril Putina, da bosta aretacija Navalnega in morebitna smrt imela za Rusijo »uničujoče« posledice. Po povratku v Rusijo so ga zaprli na podlagi obtožb o goljufiji, ekstremizmu in kršitvi pogojne kazni iz leta 2014. Evropsko sodišče za človekove pravice je 16. februarja 2021 odločilo, da mora ruska vlada nemudoma izpustiti Navalnega z obrazložitvijo, da je bila odločitev sprejeta »glede na naravo in obseg tveganja za njegovo življenje«. Dva meseca pred tem so bili v Rusiji sprejeti zakoni, ki dajejo ustavi prednost pred odločitvami mednarodnih organov in pogodbami. Pritožbo Navalnega je nekaj dni kasneje moskovsko sodišče zavrnilo in potrdilo njegovo zaporno kazen. Hkrati pa ga je drugo sodišče obsodilo obrekovanja veterana druge svetovne vojne in mu naložilo kazen 850.000 rubljev.
Marca 2022 je bil Navalni obsojen na 9 let zapora zaradi poneverbe in zaničevanja sodišča. Amnesty International je sodbo komenitral kot prirejeno sojenje. Avgusta 2023 je bil obsojen na dodatnih 19 let zapora zaradi obosdbe o ekstremizmu.
Med prestajanjem zaporne kazni je imel Navalni zdravstvene težave in ni bil deležen redne zdravstvene oskrbe.
Decembra 2023 je bil premeščen iz kazenske kolonije vzhodno od Moskve v kolonijo FKU IK-3 (del nekdanjega sistema gulag) v vasi Harp v Jamalo-Nenškem avtonomnem okrožju na skrajnem severu Rusije. Pogoji v koloniji so bili opisani kot slabi, pogosto je mučenje ujetnikov. Po poročanju Novaja Gazeta je ta kolonija za »še posebno nevarne ponavljujoče prestopnike«.
V času prestajanja kazni je Navalni bil zaprt v samici že 27-krat, skupno 300 dni.
15. februarja (dan pred smrtjo) je bil Navalni viden preko video povezave ob sodnem zaslišanju. Na posnetku se je šalil in izgledal zdrav.

## Smrt
16. februarja je oddelek kazenske službe za Jamalo-Nenško avtonomno okrožje objavil, da je Navalni po sprehodu izgubil zavest. Oskrbeli so ga zdravstveni delavci kaznilnice in poklicali ekipo nujne medicinske pomoči. Več medijev v lasti države je poročalo, da je reševalno vozilo prispelo v manj kot sedmih minutah, neuspešno oživljanje pa je trajalo več kot pol ure. Za mrtvega je uradno razglašen ob 14:17 po jekaterinburškem času, poročila o njegovi smrti pa so se prvič pojavila 2 uri in 2 minuti kasneje. Smrt je naslednji dan potrdila njegova tiskovna predstavnica, ki se je sklicevala na potrdilo, ki je bilo poslano Aleksejevi mami.
En izmed zapornikov kazenske kolonije je dan pred smrtjo v zaporu opazil nenavadne aktivnosti, ki so kazale na prihajajoč nenapovedan pregled zapora. Navedel je, da so pregled izvedli 16. februarja zjutraj medtem ko so bili jetniki zaprti v barakah, o smrti Navalnega pa so bili seznanjeni ob 10:00 - več kot 4 ure pred uradno smrtjo in 6 ur pred prvo novico. Opozoril je, da se je nujna medicinska pomoč pojavila šele potem, ko so že izvedeli, da je Navalni umrl. Zapornik je dogodke razlagal s tem, da je Navalni verjetno umrl že 15. februarja zvečer, kar je presenetilo vodstvo zapora.
Organizacija za človekove pravice Gulagu.net je sporočila, da je po uradnem poročilu 16. februarja več kamer v zaporu bilo izklopljenih. To so interpretirali kot delo uradnikov varnostne službe FSB, ki so v zapor prispeli 14. februarja in onesposobili opremo za videonadzor. Navedli so tudi, da so na truplu Navalnega bile modrice, za katere je bilo zdravniku, ki je izvajal obdukcijo, naročeno naj napiše, da so nastale posmrtno

### Preiskava smrti in posledice
Ruski preiskovalni odbor je razglasil »niz preiskovalnih in operativnih ukrepov« v zvezi s smrtjo Navalnega. Kazenska kolonija je trdila, da so truplo poslali v mrtvašnico v Salehardu, vendar ga tam ni bilo. Preiskovalni odbor je družino Navalnega obvestil, da jim bodo truplo predali, ko ugotovijo vzrok smrti (pred tem so sicer trdili, da je priskava zaključena). Oblasti lahko truplo zakonsko zadržijo do 30 dni. Tiskovna predstavnica Navalnega je trdila, da so oblasti skušale prekriti resnico o njegovi smrti.
Po poročanju Novaja Gazeta je bilo truplo najprej odpreljano v Labitnangi, nato pa 16. februarja zvečer v Salehard. Na truplu so bile podplutbe, ki nakazujejo na oživljanje. Neodvisni medij Mediazona je poročal, da je bil konvoj, ki je prevažal truplo bil posnet na spletnih kamerah. Zjutraj 19. februarja je mati Navalnega z odvetniki skušala vstopiti v mrtvašnico, kjer naj bi bilo truplo, vendar so ji vstop preprečili. Preiskovalni odbor jo je nato obvestil, da so truplo poslali na »kemično analizo« ter da ga ne bodo vrnili še 14 dni. Žena Navalnega je izrazila prepričanje, da so oblasti truplo zadrževale, da izginejo sledi Novičoka.
Mati Navalnega je 22. februarja v videoposnetku povedala, da so ji preiskovalci dovolili videti truplo in podpisati mrliški list v katerem je pisalo, da je umrl naravne smrti. Po zakonu bi oblasti truplo morale izročiti njegovi družini, vendar preiskovalci tega niso pustili in vztrajali, da se pokoplje na skrivaj. Truplo sina so ji po večdnevnem vztrajanju izročili 24. februarja, vendar še ni bilo znano, če ga bo lahko pokopala po svojih željah. Žena Navalnega je Putina obtožila kultiviranja podobe pobožnega kristjana, ki se pa hkrati norčuje iz posmrtnih ostankov njenega moža.

#### Možni vzrok smrti
Neodvisni medij Meduza se je pogovarjala z Aleksandrom Polupanom, zdravnikom, ki je zdravil zastrupitev Navalnega z novičokom. Ta je dvomil v hitrost zdravniške obravnave. Kremeljski mediji so kot vzrok navajali krvni strdek, vendar taka smrt ne bi mogla biti potrjena brez obdukcije in Navalni ni imel nobenih bolezni, ki bi povečale tveganje za trombembolijo. Materi Navalega so rekli, da je umrl zaradi »sindroma nenadne smrti« (krovni izraz za različne vzroke srčnega zastoja), njegovemu odvetniku pa da je vzrok smrti še vedno neznan. Vodja ukrajinske obveščevalne službe Kirilo Budanov, je 25. februarja dejal: »Morda vas bom razočaral, ampak kolikor vemo, je (Navalni) res umrl zaradi krvnega strdka.«

## Odzivi

### V Rusiji
Žena Navalnega Julija Navalnaja je dejala, da bodo vsi odgovorni za smrt njenega moža odgovarjali. V posnetku 19. februarja je napovedala, da bo nadaljevala delo, ki ga je začel njen mož. Evropsko unijo je pozvala naj razglasi rezultate ruskih predsedniških volitev leta 2024 za nelegitimne in dodala, da »predsednik, ki je umoril svojega glavnega političnega nasprotnika, po definiciji ne more biti legitimen«.
Mati Navalnega je dejala, da ne »želi slišati sočutnih besed« in dodala, da je bil štiri dni pred smrtjo »živ, zdrav in vesel«. Marija Pevčih, vodja upravnega odbora protikorupcijske fundacije, ki jo je ustanovil Navalni, je dejala, da bo »večno živel v milijonih src« in dodala, da je bil umorjen.
Opozicijski politik Boris Nadeždin, ki je neuspešno poskušal vložiti svojo kandidaturo za ruske predsedniške volitve leta 2024, je Navalnega označil za »enega najbolj nadarjenih in najpogumnejših ljudi v Rusiji, kar sem jih poznal«. Mihail Hodorkovski, nekdanji oligarh v izgnanstvu v Londonu, je Ruse pozval, naj na predsedniških volitvah leta 2024 v znak protesta glasujejo za Navalnega. Zahodne države je pozval, naj Putinovo vlado, predsedniške volitve in njihov rezultat razglasijo za nelegitimne. Ruski opozicijski politik Leonid Volkov, ki živi v Litvi, je izjavil »če je to res, potem ne 'Navalni je umrl', ampak 'Putin je ubil Navalnega' in samo to«. Opozicijski politik Dmitrij Gudkov je dejal: »Tudi če je Aleksej umrl zaradi 'naravnih' vzrokov, sta jih povzročili njegova zastrupitev in nadaljnje mučenje v zaporu. Putinove roke so krvave.«
Dmitrij Muratov, Nobelov nagrajenec za mir in glavni urednik časopisa Novaja Gazeta, je družini Navalnega izrazil sožalje. Smrt je označil za umor in dodal, da so Navalnega »tri leta mučili in mučili. Kot mi je povedal zdravnik Navalnega: telo ne more prenesti takšnih stvari. Alekseju Navalnemu je za kazen bil umorjen.« Borec za človekove pravice Oleg Orlov, sopredsednik skupine za človekove pravice Memorial, ki je prejela Nobelovo nagrado za mir, je dejal, da je smrt Navalnega v zapor »zločin režima«. Pisatelj leposlovja Boris Akunin je dejal: »Diktator [Putin] Navalnemu ne more storiti ničesar več. Navalni je mrtev in je postal nesmrten.« Ilja Jašin, prijatelj Navalnega in politični zapornik, je izjavil, da je Navalni »umrl kot heroj«.
Eden od odvetnikov Navalnega, Leonid Solovjov, je povedal, da je bil Navalni »normalen«, ko ga je odvetnik videl 14. januarja.
Rusi so začeli prinašati rože k spomenikom žrtvam politične represije v mestih po državi. Ruska skupina za človekove pravice OVD-Info je sprva poročala, da so do 17. februarja oblasti v več kot 36 mestih pridržale več kot 400 ljudi zaradi udeležbe na zborovanjih; številko so kasneje popravili na 366. Med aretiranimi je bil duhovnik, ki je nameraval imeti mašo za Navalnega in ga je med policijskim pridržanjem zadela kap. V nekaterih mestih so rože odstranile zamaskirane organizirane skupine ljudi, policija pa je fotografirala ljudi, ki so polagali rože. Moskovsko tožilstvo je Ruse posvarilo pred množičnimi protesti. V Sankt Peterburgu je bilo 154 ljudi obsojenih na 14 dni zapora zaradi kršenja zakonov proti protestom. Najmanj šest izmed njih naj bi po izpustitvi dobilo obvestilo o mobilizaciji. Rusko podjetje za digitalne zemljevide 2GIS naj bi blokiralo preglede spomenikov, potem ko so ljudje to storitev uporabili za pisanje o spomenikih za Navalnega.
Politična stranka Civilna iniciativa je objavila izjavo, v kateri je smrt Navalnega označila za »politični umor«. Napovedala je tudi pohod v čast Navalnemu in umorjenemu opozicijskemu politiku Borisu Nemcovu v Moskvi 2. marca.
Po poročanju OVD-Info je več kot 46.000 ljudi poslalo pritožbe preiskovalnemu odboru z zahtevo po vrnitvi posmrtnih ostankov Navalnega njegovi družini.

#### Ruska vlada
Tiskovni predstavnik ruskega predsednika, Dmitrij Peskov, je novinarjem dejal, da je Putin bil obveščen o smrti Navalnega, čeprav ta smrti ni javno komentiral med srečanjem v Čeljabinsku na dan novice o smrti. Direktorat preiskovalnega odbora za Jamalo-Nenško avtonomno okrožje je organiziral postopkovno preiskavo smrti. Peskov je zanikal obtožbe Julija Navalne, da je za smrt njenega moža ogovoren Putin in jih označil kot »popolnoma neutemeljene«.
Peskov je zavrnil poziv zunanjepolitičnega predstavnika EU Josepa Borrella k mednarodni preiskavi smrti Navalnega in dejal, da Kremelj »sploh ne sprejema takšnih zahtev«.
Ruski neodvisni medij Agentstvo je poročal, da je v tridesetih minutah po objavi smrti Navalnega vladajoča stranka Enotna Rusija vsem svojim poslancem dume poslal sporočilo naj se »strogo držijo različice zvezne službe za zapore ali še bolje, da se sploh vzdržijo komentiranja«.
Mediji pod nadzorom Kremlja so o smrti Navalnega poročali skopo in ji niso namenili medijskega prostora.
Po mednarodnih obsodbah smrti Navalnega je tiskovna predstavnica ruskega zunanjega ministrstva kritizirala zahodne države, da naj bi »že vnaprej pripravile svoje zaključke«. Peskov je reakcije tujih voditeljev opisal kot »absolutno stekle«.
Putinov sodelavec Vjačeslav Volodin (predsednik državne dume) je s predsednikom komisije dume za tuje vmešavanje za smrt Navalnega okrivil »Washington«, »Bruselj« in različne kritike Kremlja v »neprijaznih državah«. Tudi več drugih politikov in javnih osebnosti je za smrt okrivila ZDA in zahod. Urednica ruskega državnega medija RT je zapisala, da so »nanj (Navalnega) že zdavnaj vsi pozabili in da ga ni bilo smiselno ubiti, saj je to koristilo ravno nasprotnim silam«.

### Mednarodno
Številni voditelji zahodnih držav in predstavniki večjih mednarodnih organizacij so izrekli posredne in neposredne obtožbe ruskih oblasti. Voditelji pomembnejših držav na »globalnem jugu« in večina postsovjetskih držav v Srednji Aziji in na Kavkazu, se na novico niso uradno odzvali. Odzval se ni tudi turški predsednik Erdogan. Turčija je edina država v NATO, ki ni uvrščena na ruski »seznam neprijaznih držav«.
18. februarja sta ameriška veleposlanica v Rusiji Lynne Tracy in veleposlanik Združenega kraljestva Nigel Casey javno položila rože v čast Navalnemu na Soloveckem kamnu v Moskvi.

#### Vlade
- Avstralija: Premier Anthony Albanese je sporočil, da država žaluje za »tragično smrjo« Navalnega in ravnanje z njim označil za »neodpustljivo«.[101] Zunanji minister Penny Wong je rekel, da je »herojska opozicija (Navalnega) Putinovem represivni in nepravični diktaturi navdihnila cel svet« in da Avstralija krivi »izključno rusko vlado«.[102]
- Belgija: Premier Alexander De Croo je rekel, da smrt Navalnega »zopet poudarja zakaj podpiramo Ukrajino proti ruski invaziji«.[103]
- Brazilija: Predsednik Luiz Inácio Lula da Silva je pozval k preiskavi smrti Navalnega pred obtožbami o umoru.[104][105]
- Bolgarija: Premier Nikolai Denkov je Navalnega označil za simbol boja proti ruski diktaturi in poudaril vrednost demokracije.[106][107] Zunanja ministrica Marija Gabriel je izrazila sožalje in podarila »izjemen pogum« Navalnega. Predsednik Rumen Radev je izjavil, da je »svet izgubil enega izmed najbolj izstopajočih borcev za človekove pravice in demokracijo«.[108]
- Kanada: Premier Justin Trudeau je smrt komentiral kot »nekaj kar je ves svet opomnilo kakšna pošast je Putin. Ni dvoma, da je Navalni mrtev, ker se je zoperstavil Putinu in Kremlju. Zavzemal se je za svobodo in demokracijo ter pravico Rusov, da si sami izberejo svojo prihodnost in to je nekaj česar se Putin boji - kot bi se tudi moral.«[109] Zunanja ministrica Mélanie Joly je izjavila, da »smrt Navalnega predstavlja boleč opomnik Putinovega represivnega režima«.[110]
- Kitajska: Tiskovni predstavnik zunanjega ministrstva Mao Ning ni želel komentirati smrti Navalnega in jo opisal kot »notranja zadeva Rusije«.[111]
- Češka: Zunanji minister Jan Lipavský je zapisal, da Rusija »ravna s svojimi civilisti kot ravna s svojo zunanjo politiko« in da »se je spremenila v nasilno državo, ki ubija ljudi, ki sanjajo o boljši prihodnosti - kot Nemcov in sedaj Navalni - zaprt in mučen do smrti, ker se je zoperstavil Putinu«.[110]
- Danska: Zunanji minister in bivši premier Lars Løkke Rasmussen je rekel: »Rusija je izgubila nekoga, ki si je drznil delati za drugačno Rusijo« in dodal, da je »ruskavlada odgovorna za smrt Navalnega med njegovo politično motivirano zaporno kaznijo«.[112]
- Estonija: Premierka Kaja Kallas je zapisala, da je smrt Navalnega »še en temen opomnik o lopovskem režimu s katerim imamo opravka - in zakaj Rusija in vsi odgovorni morajo odgovarjati za svoje zločine«[113]
- Finska: Premier Petteri Orpo je rekel, da je za smrt Navalnega odgovorno rusko vodstvo in ponudil sožalje družini umrlega. Podobno mnenje je izrazil predsednik Sauli Niinistö.[114]
- Francija: Predsednik Emmanuel Macron je zapisal: »Pozdravljam spomin Alekseja Navalnega, njegovo predanost, njegov pogum.«[59]
- Gruzija: Predsednik Salome Zourabichvili je smrt Navalnega označil za »tragedija za demokracijo in branilce človekovih pravic«.[62]
- Nemčija: Kancler Olaf Scholz je rekel, da je »za svoj pogum plačal z življenjem«.[115]
- Grčija: Premier Kyriakos Mitsotakis je rekel: »Navalni se je srdito boril za demokracijo in se zoperstavil brutalnemu avtoritarnemu režimu. Režimu, ki je zagotovil, da je Navalni za svoj pogum plačal s svojo svobodo in sedaj s svojim življenjem. Naše misli so z njegovo družino.«[116]
- Irska: Taoiseach Leo Varadkar je rekel, da je smrt Navalnega »še en dokaz, da je Rusija zelo represivna država in vsak, ki se zoperstavi Putino tvega svoje življenje«.[117]
- Italija: Premierka Giorgia Meloni je smrt Navalnega označila za »pretresujočo« in da je opozorilo za ves preostali svet.[110]
- Latvija: Predsednik Edgars Rinkēvičs je ponudil sožalje družini in prijateljem Navalnega in dodal, da ga je »brutalno umoril Kremlin. To je dejstvo in to je nekaj, kar bi vsak moral vedeti o pravi naravi trenutnega ruskega režima«.[118][119][62]
- Litva: Predsednik Gitanas Nausėda je za smrt okrivil rusko vlado in pozval k odzivu.[120]
- Moldavija: Predsednica Maia Sandu je izrazila sožalje družini Navalnega in vsem »demokratično mislečim Rusom in tistim, ki se pogumno borijo za svobodo in demokracijo v Rusiji in v tujini«.[59]
- Nizozemska: Premier Mark Rutte je rekel, da se je Navalni »boril za vrednote demokracije in proti korupciji« in »medtem ko je bil zaprt v najbolj grobih in nehumanih pogojih, za svoj boj plačal s smrtjo«.[94]
- Nova Zelandija: Premier Christopher Luxon je rekel, da ga je novica »užalostila« in ga označil za »gorečega advokata svobode in protikorupcije«.[121]
- Norveška: Zunanja ministrica Espen Barth Eide je izjavila, da Rusija nosi »težko odgovornost« za smrt Navalnega.[110]
- Poljska: Premier Donald Tusk je tvitnil: »Aleksej, nikoli te ne bomo pozabili. In nikoli jim ne bomo odpustili.«[122]
- Portugalska: Zunanji minsiter João Gomes Cravinho je za odgovornega za smrt Navalnega označil Putina.[123]
- Romunija: Predsednik Klaus Iohannis je izrazil sožalje in ruske oblasti pozval k transparentni in koherentni preiskavi.[124][125]
- Slovenija: Zunanja ministrica Tanja Fajon je izrazila ogorčenje in izjavila, da Putin nosi odgovornost za njegovo smrt ter kritizirala aretacije ljudi, ki so javno obeležili njegovo smrt.[126][127] Predsednica Nataša Pirc Musar je zapisala, da je smrt Navalnega »srčni napad na demokracijo v Rusiji« ter izrazila »prisrčno sožalje družini«.[128] Premier Robert Golob je zapisal »Danes je žalosten dan za človekove pravice po vsem svetu. Z Aleksejem Navalnim smo izgubili enega najvidnejših branilcev človekovih pravic ter borcev za svobodo in pravičnost.«[128]
- Španija: Premier Pedro Sánchez je izrazil sožalje družini in »vsem v Rusiji, ki branijo vrednote demokracije in plačajo najvišjo ceno«.[122]
- Švedska: Premier Ulf Kristersson je izjavil, da so »ruske oblasti in Putin osebno odgovorni, da Aleksej Navalni ni več živ«.[129]
- Ukrajina: Predsednik Volodir Zelenski je za smrt Navalnega okrivil Putina.[62]
- Združeno kraljestvo: Premier Rishi Sunak je dejal, da je Navalni »skozi svoje življenje izkazal neizmeren pogum« in da je njegova smrt bila »strašna novica«. Dodal je še, da je Navalni »umrl za poslanstvo, ki mu je posvetil svoje življenje - svobodo. Domov se je vrnil z vedenjem, da ga je Putin enkrat že dal ubiti in to je bilo eno izmed najbolj pogumnih dejanj 21. stoletja.[130][131] Zunanji minister David Cameron je rekel, da »bi Putin moral za to odgovarjati« in da »bi morale biti posledice«.[132]
- ZDA: Predsednik Joe Biden je hvalil zapuščino Navalnega in rekel, da je bil »vse kar Putin ni bil. BIl je pogumen, načelen in posvečen izgradnji Rusije, kjer obstaja vladavina prava, ki velja za vse« ter da odgovornost pripisuje Putinu.[133]

#### Medvladne organizacije
- Evropska unija: Predsednik evropskega sveta Charles Michel je rekel, da se je Navalni »boril za vrednote svobode in demokracije« in da je za svoje ideale plačal najvišjo ceno.[94] Predsednica Evropske komisije Ursula von der Leyen je zapisala, da jo je novica o smrti Navalnega »globoko pretresla in užalostila«.[134] V skupni izjaviI von der Leyenove and Josepa Borrella je bilo zapisano, da bo EU storila karkoli se bo dalo, da bo Rusija odgovarjala za njegovo smrt in zahtevala izpustitev vseh ostalih političnih zapornikov.[135]
- NATO: Generalni sekretar Jens Stoltenberg je dejal, da ga je novica »užalostila in pretresla« in pozval k preiskavi.[136]
- Združeni narodi: Generalni sekretar António Guterres je pozval k preiskavi smrti Navalnega.[94] Tiskovni predstavnik OHCHR je dejal: »Če kdo umre v državnem priporu, se predivdeva, da je za smrt odgovorna država - odgovornost, ki se lahko preloži le z neodvisno, temeljito in transparentno preiskavo neodvisnega telesa.«[137] Posebna poročevalka Združenih narodov o mučenju in drugem okrutnem, nečloveškem ali ponižujočem ravnanju ali kaznovanju, Alice Jill Edwards, je rekla, da je več neodvisnih strokovanakov ZN, vključno z njo, rusko vlado pozvalo naj odpravi razmere v katerih je bil Navalni zaprt ter dodala, da so bili vsi pozivi Kremlju ignorirani s »popolnim zaničevanjem človeškega življenja«.[94]

#### Tuji opozicijski voditelji
Beloruska opozicijska voditeljica Svetlana Tihanovska je zapisala: »Danes je moje srce z njegovo družino. Ta tragedija je dodaten dokaz, da za diktatorje človeško življenje nima vrednosti.« Vodja stranke Azerbajdžanske ljudske fronte Ali Karimli je izjavil, da je »umor [...] Alekseja Navalnega ena najbolj sramotnih strani v ruski zgodovini«  in ga opisal kot »zelo odločen, nadarjen in briljanten politik«.

#### Organizacije za človekove pravice
Generalna sekretarka Amnesty International Agnès Callamard je pozvala Združene narode »naj uporabijo svoje posebne postopke in mehanizme za obravnavo smrti«. Izvršna direktorica Human Rights Watch Tirana Hassan je dejala, da »ruske oblasti nosijo polno odgovornost za to, kar se je zgodilo Navalnemu.«

#### Javnost
Shodi v spomin Navalnemu so potekali v več kot 25 državah. V Turčiji je policija pridržala protestnike in razpustila shode. V Belorusiji, na Kubi, v Franciji, Grčiji, Italiji, na Tajskem, v Uzbekistanu in Vietnamu so poročali o vsaj primerih razpustitve shodov. V Berlinu je policija preprečila pohod članic protiputinske skupine Pussy Riot do Brandenburških vrat po protestu prred ruskim veleposlaništvom.
Žalujoči so položili rože v čast Navalnemu v Taškentu v Uzbekistanu in Almatiju v Kazahstanu, kamor je od leta 2022 pred mobilizacijo v rusko vojno proti Ukrajini pobegnilo veliko Rusov.
Ameriški komentator Tucker Carlson, ki je večkrat branil Putina in je nekaj dni pred smrtjo Navalenga posnel intervju s Putinom, ki je bil tarča obširnih kritik (tudi zato ker ni naslovil zaprtja Navalenega), rekel: »Kar se je zgodilo Navalnemu, je grozljivo. Vse skupaj je barbarsko in grozno. Noben spodoben človek ne bi branil tega.« 

#### Sankcije
Nemška zunanja ministrica Annalena Baerbock je pred zasedanjem zunanjih ministrov EU predlagala dodatne sankcije proti Rusiji kot neposreden odgovor na smrt Navalnega. Julija Navalna je nagovorila srečanje v Bruslju in pozvala k dodatnim sankcijam za Putinov ožji krog. Josep Borrell je obljubil ukrepanje, da bi »Vladimir Putin in njegov režim« odgovarjal.
Združeno kraljestvo je 21. februarja uvedlo sankcije proti vodstvu kazenske kolonije, kjer je bil zaprt Navalni.